# Andover (Nova Jersey)
Andover és una població dels Estats Units a l'estat de Nova Jersey. Segons el cens del 2000 tenia 633 habitants.

## Demografia
Segons el cens del 2000, Andover tenia 658 habitants, 261 habitatges, i 180 famílies. La densitat de població era de 174 habitants/km².
Dels 261 habitatges en un 29,1% hi vivien nens de menys de 18 anys, en un 50,6% hi vivien parelles casades, en un 14,2% dones solteres, i en un 30,7% no eren unitats familiars. En el 24,9% dels habitatges hi vivien persones soles el 6,5% de les quals corresponia a persones de 65 anys o més que vivien soles. El nombre mitjà de persones vivint en cada habitatge era de 2,52 i el nombre mitjà de persones que vivien en cada família era de 2,98.
Per edats la població es repartia de la següent manera: un 21,7% tenia menys de 18 anys, un 7,6% entre 18 i 24, un 35,3% entre 25 i 44, un 25,5% de 45 a 60 i un 9,9% 65 anys o més.
L'edat mediana era de 38 anys. Per cada 100 dones de 18 o més anys hi havia 98,8 homes.
La renda mediana per habitatge era de 60.000 $ i la renda mediana per família de 69.688 $. Els homes tenien una renda mediana de 38.056 $ mentre que les dones 30.950 $. La renda per capita de la població era de 25.914 $. Cap de les famílies i el 2,8% de la població estaven per davall del llindar de pobresa.

## Poblacions més properes
El següent diagrama mostra les poblacions més properes.